# Rachel Treweek
Rachel Treweek (nascida Montgomery; nascida em 4 de fevereiro de 1963) é uma bispa anglicana inglesa que serviu como Bispa de Gloucester desde 2015. Foi a primeira mulher bispa diocesana na Igreja da Inglaterra, após a legislação aprovada em 2015 que permitiu mulheres como bispas, e a primeira mulher bispa na Câmara dos Lordes.

## Início da vida e carreira
Nascida Rachel Montgomery em 4 de fevereiro de 1963, ela foi educada na Broxbourne School, uma escola estadual em Broxbourne, Hertfordshire. Estudou na Universidade de Reading, graduando-se em 1984 com um diploma de Bacharel em Artes (BA) em linguística e patologia da linguagem.
A primeira carreira de Treweek foi como fonoaudióloga por mais de seis anos. Atuou como fonoaudióloga pediátrica no Serviço Nacional de Saúde e na equipe de desenvolvimento infantil do Royal Free Hospital antes de se tornar gerente clínica de fonoaudiólogos pediátricos em centros de saúde de três autoridades de saúde do norte de Londres. Também se formou em terapia de casal e família. Ela deixou seu emprego para se preparar para a ordenação na Igreja da Inglaterra.

## Ministério ordenado
Treweek estudou para o ministério ordenado no Wycliffe Hall, Oxford, uma faculdade teológica anglicana, e se formou com um diploma de Bacharel em Teologia (BTh) em 1994. Ela foi feita diácono na Petertide de 1994 (3 de julho), por David Hope, Bispo de Londres, na Catedral de São Paulo, e ordenada sacerdote na Petertide seguinte (27 de junho de 1995), por Martin Wharton, Bispo de Kingston, em sua igreja titular. De 1994 a 1997, ela serviu como cura na Igreja de São Jorge e Todos os Santos, Tufnell Park, Londres, e depois como vigária associada de 1997 a 1999. Em 1999, ela foi nomeada Vigária de St James-the-Less, Bethnal Green, Londres. Além da titularidade, ela foi nomeada responsável pela educação ministerial contínua da Diocese de Londres.
Em 2006, Treweek deixou o ministério paroquial após sua nomeação como arquidiácono de Northolt, um dos seis arquidiáconos da Diocese de Londres. Ela ocupou o cargo por cinco anos antes de se tornar arquidiácono de Hackney em 14 de maio de 2011. Ela renunciou a esta nomeação após a confirmação de sua nomeação como Bispo de Gloucester em 15 de junho de 2015.
Em setembro de 2013, Treweek foi eleita como uma das oito "observadoras participantes" da Câmara dos Bispos representando o sudeste da Inglaterra. Essas observadoras eram sacerdotisas seniores que compareciam e participavam das reuniões da Câmara dos Bispos até que seis mulheres estivessem sentadas na Câmara por direito como bispas. Ela compareceu à sua primeira reunião da Câmara dos Bispos do Sínodo Geral da Igreja da Inglaterra em 9 de dezembro de 2013.

### Ministério episcopal
Em 26 de março de 2015, foi anunciado que Treweek se tornaria o próximo bispo diocesano da Diocese de Gloucester, em sucessão a Michael Francis Perham, aposentado em novembro de 2014. Embora houvesse duas mulheres nomeadas bispos anteriormente na Igreja da Inglaterra, ela foi a primeira mulher a ser nomeada bispo diocesano em vez de sufragâneo. Também foi a primeira mulher a se tornar bispo na Província de Canterbury, juntamente com Sarah Mullally, Bispa de Crediton. Em 15 de junho de 2015, sua eleição foi confirmada durante uma sessão do Tribunal Arches de Canterbury em St Mary-le-Bow, Cidade de Londres. Neste ponto, ela se tornou legalmente o bispo de Gloucester. Em 22 de julho de 2015, ela foi consagrada por Justin Welby, Arcebispo de Canterbury, durante uma cerimônia na Catedral de Canterbury, sendo a primeira mulher a ser consagrada como bispo diocesano na Igreja da Inglaterra. Em 19 de setembro de 2015, ela foi empossada na Catedral de Gloucester como o 41º Bispo de Gloucester.
Seguindo a Lei dos Lordes Espirituais (Mulheres) de 2015, Treweek foi a primeira mulher bispa elegível para ser admitida na Câmara dos Lordes como Lorde Espiritual quando o parlamento se reuniu novamente em setembro de 2015 após o recesso de verão, no lugar de Tim Stevens, que havia se aposentado como Bispo de Leicester e Convocador dos Bispos na Câmara dos Lordes. Ela devolveu a primeira versão de seu mandado de intimação porque se referia a ela como um "Reverendíssimo Padre em Deus", sendo depois alterado simplesmente para "bishop". Então, em 26 de outubro de 2015, ela foi apresentada à Câmara pelo Arcebispo Justin Welby e Richard Chartres, Bispo de Londres, tornando-se um dos 26 Lordes Espirituais do parlamento. Em outubro de 2020, ela se tornou (adicionalmente) Bispa das Prisões de Sua Majestade, após a renúncia do Bispo James Langstaff.

## Teologia e visões

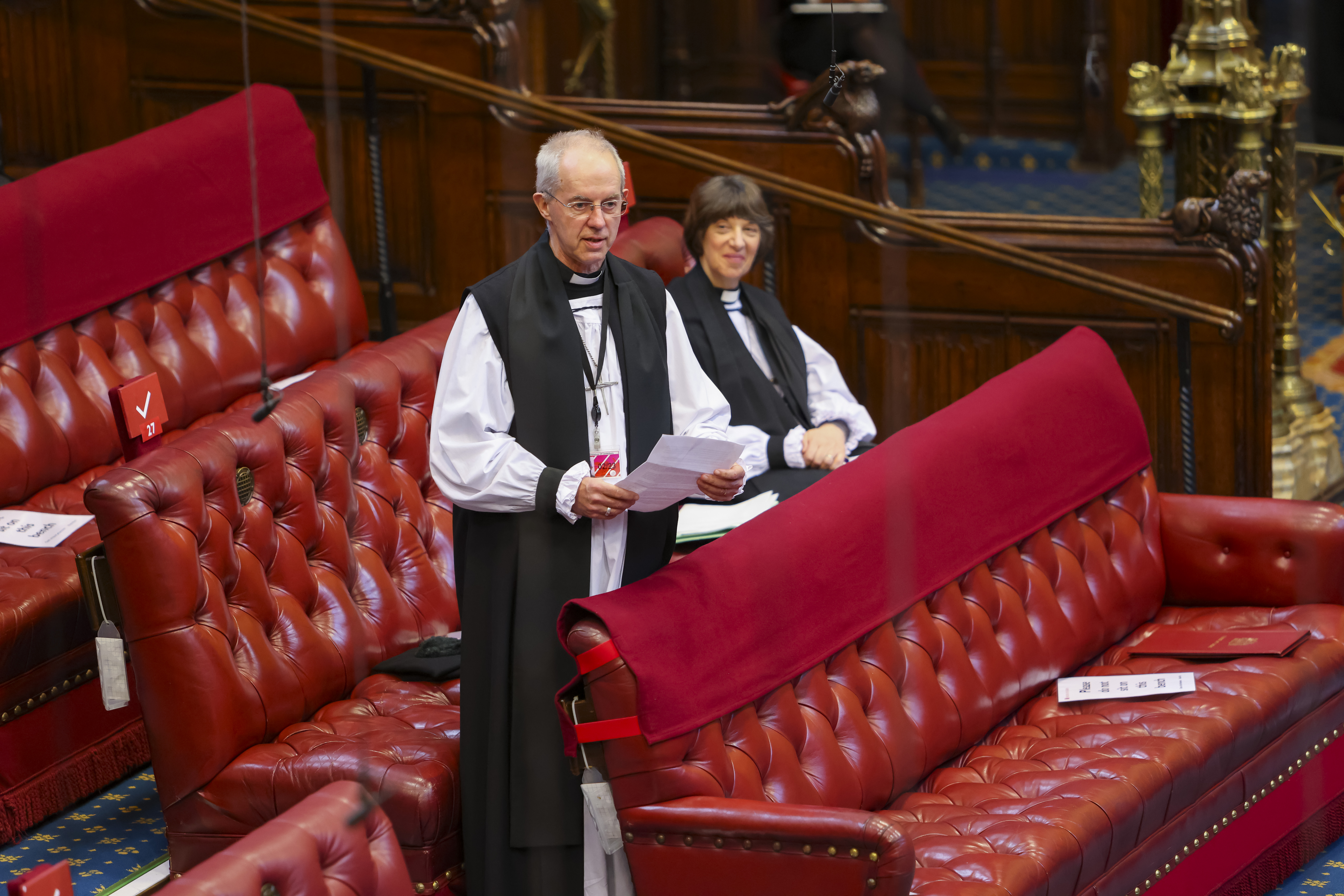
Rachel Treweek na Câmara dos Lordes ao lado do então Arcebispo de Canterbury, Justin Welby, em 2021

Treweek acredita que Deus não deve ser considerado nem masculino, nem feminino e tenta evitar o uso de pronomes específicos de gênero ao se referir a Deus. Explicando essa visão ao The Observer, ela disse que "pessoalmente prefere não dizer 'ele' nem 'ela', mas 'Deus'. 'Às vezes eu cometo um deslize, mas tento não cometer.'"

Ela também criticou a falta de diversidade na Igreja da Inglaterra, pedindo mais participação de todas as raças, classes sociais, gêneros e idades. Perguntada se se considerava feminista, ela respondeu: 
“É uma palavra carregada de significado. Se significa que acredito que homens e mulheres foram criados por Deus como iguais, mas diferentes, então sim, sou feminista. Mas se significa que mulheres querem ser homens – e às vezes isso traz um leve sentimento de serem barulhentas e dominadoras – então eu rejeitaria.”
Treweek foi um dos 84 bispos que assinaram uma carta a David Cameron em setembro de 2015, pedindo uma resposta mais ampla à crise dos refugiados. A diocese tem trabalhado com organizações locais de base para ajudar refugiados e requerentes de asilo em Gloucester e arredores. Treweek se envolveu em polêmica por causa de um plano de vender terras da igreja em um vilarejo próximo para moradia. Alguns oponentes lhe enviaram mensagens de ódio e comida estragada.
Em 15 de janeiro de 2016, Treweek presidiu uma Eucaristia LGBTI com a Inclusive Church, uma rede anglicana que defende a causa LGBT. Em janeiro de 2023, ela declarou que apoiava a celebração e a bênção de "relacionamentos monogâmicos fiéis entre pessoas do mesmo sexo", mas não apoiava a mudança da doutrina da Igreja da Inglaterra sobre o casamento como a união vitalícia de um homem e uma mulher.
Em novembro de 2023, ela foi uma dos 44 bispos da Igreja da Inglaterra que assinaram uma carta aberta apoiando o uso das Orações de Amor e Fé (ou seja, bênçãos para casais do mesmo sexo) e pediu que "Orientações fossem emitidas sem demora, incluindo a remoção de todas as restrições ao clero que celebra casamentos civis entre pessoas do mesmo sexo e aos bispos que ordenam e licenciam tal clero".
Após a decisão de Justin Welby em novembro de 2024 de renunciar ao cargo de Arcebispo de Canterbury devido à sua omissão após tomar conhecimento do abuso infantil por John Smyth, que era associado à Igreja da Inglaterra, Treweek disse que a renúncia era a coisa certa a fazer, e ao rejeitar o desejo pelo cargo, comentou que "é um trabalho muito, muito difícil: assumir estruturas que precisam mudar" e disse que o caso mostrou a "governança muito desajeitada que temos dentro da Igreja da Inglaterra... Não temos uma tomada de decisão rápida, há muitos níveis e grupos diferentes envolvidos. Precisamos ser capazes de nos mover muito mais rapidamente".

## Vida pessoal
Em 2006, ela se casou com Guy Treweek; ele é um padre da Igreja da Inglaterra e era padre responsável por duas antigas paróquias da cidade de Londres na época de sua nomeação para o episcopado.

### Patrocínios
Treweek é um patrono da Prisoners Abroad, uma instituição de caridade que apoia o bem-estar dos britânicos presos no exterior e suas famílias, bem como a Marah Trust, que apoia pessoas vulneráveis e marginalizadas na área de Stroud.

### Honras
Em 8 de julho de 2016, Treweek reebeu um doutorado honorário (Hon DLitt) de sua alma mater, a Universidade de Reading.

### Obras
- Encounters: Jesus, connection and story: past, present and future (2020, Darton,Longman & Todd Ltd) ISBN 978-0232534665